# Verband der Verbundunternehmen und Regionalen Energieversorger in Deutschland
Der Verband der Verbundunternehmen und Regionalen Energieversorger in Deutschland (VRE) war ein Branchenverband der Energiewirtschaft in Deutschland. Der VRE hatte den Status eines eingetragenen Vereins und unterhielt eine Geschäftsstelle in Berlin. Er ging 2007, nach nur fünf Jahren des Bestehens, im Bundesverband der Energie- und Wasserwirtschaft (BDEW) auf.

## Geschichte
Der VRE entstand im September 2002 aus der Verschmelzung der Arbeitsgemeinschaft Regionaler Energieversorgungsunternehmen (ARE) mit dem Verband der deutschen Verbundwirtschaft (VdV).
Die ARE war zuvor (1971) von Regionalversorgungsunternehmen formal gegründet worden, die bereits seit 1950 unter dem Dach der Vereinigung Deutscher Elektrizitätswerke (VDEW) zusammengearbeitet hatten. Der VdV war aus der ehemaligen Deutschen Verbundgesellschaft (DVG) entstanden.
Am 19. Juni 2007 verschmolz der VRE mit drei anderen Branchenverbänden der deutschen Versorgungswirtschaft (BGW, VDEW und VDN) zum BDEW.